# 5-я Козарская лёгкая пехотная бригада
5-я Козарская лёгкая пехотная бригада (серб. Пета козарска лака пјешадијска бригада) — воинское формирование Армии Республики Сербской, которое было мобилизовано в августе-сентябре 1991 года и участвовало в боях за Славонию. Командовал бригадой полковник Перо Чолич, начальником штаба был майор Остоя Барашин. Штаб располагался в казарме Бенковац на одноимённой вершине Козара.

## Структура
В составе бригады были 4 батальона пехоты, две батареи миномётов (калибром 82 и 120 мм соответственно) и ряд других вспомогательных подразделений.

## Боевой путь

### 1991
Боевое крещение 5-я Козарская бригада приняла во время перехода по мосту через реку Сава у Градишки 18 сентября 1991. Целями были выход на автотрассу Загреб-Белград в районе Окучан и зачистка Липика и Пакраца от хорватских военизированных подразделений.

### 1992
Бригада вернулась в Приедор в марте следующего года, где бойцы участвовали в обороне города от нападения «Зелёных беретов» 30 мая 1992. Позднее она участвовала в операции «Коридор», участвуя в битвах за Биели-Брд, Костреш и штурме хорватской крепости Плехан в местечке Дервента, а также в сражениях за Якеш и Шамац. Операция завершилась победой сербов, а несколько батальонов участвовали в боях за Грабеж, Влашич и Яйце.

### 1993
В середине 1993 года бригада расширила коридор в рамках операции «Содействие» а в конце года освободила Србобран в общине Дони-Вакуф.

### 1994
В начале 1994 года бригада вернулась в Краину и закрепилась на линии по реке Сава. 3-й батальон участвовал в операции «Бреза».

### 1995
Весной 2-й батальон защищал район Дони-Вакуфа, а основные силы бригады размещались у Брчко, который в мае и июне месяце штурмовали силы Армии Республики Босния и Герцеговина. Осенью в рамках операции «Вагань» она участвовала в обороне Республики Сербской вплоть до капитуляции западно-краинских общин. Эта бригада сохранила свою боеспособность даже в конце войны.
Весь боевой путь бригада прошла с 43-й Приедорской моторизованной бригадой.

## Память
- 5-я Козарская бригада стала одной из немногих, награждённых Орденом Неманича — одной из высших военных наград Республики Сербской, которая присуждалась немногим подразделениям Армии Республики Сербской.
- Сербский певец Родолюб Вулович в 1994 году выпустил кассетный альбом «Јунаци козарски», посвящённый бригаде. Средства от продажи альбома шли в помощь армии (на лечение раненых).
- В составе бригады известными стали разведывательно-диверсионный отряд «Циго» Момчило Радановича, штурмовая рота «Сува ребра» и Любийский батальон Раде Билбии.